# Nildinha
Nilda Ismael do Nascimento, mais conhecida como Nildinha (25 de março de 1972), é uma futebolista brasileira que atua como atacante.[carece de fontes?] Nilda fez parte do elenco da Seleção Brasileira de Futebol Feminino, em Atlanta 1996, na primeira olimpíada do futebol feminino.

## Títulos
Saad
- Campeonato Brasileiro de Futebol Feminino: 1996[carece de fontes?]

### Pessoais
Artilheira
- Campeonato Paulista de Futebol Feminino: 2008 (26 gols)[2]